# Friedrich Latendorf (Maler)
Carl Heinrich Daniel Friedrich Latendorf (* 10. Dezember 1866 in Schwerin; † 8. November 1935 ebenda) war ein deutscher Maler.

## Leben
Friedrich Latendorf war ein Sohn des gleichnamigen Gymnasiallehrers Friedrich Latendorf und dessen Frau Doris Caroline Georgine, geb. Drieberg. Er erhielt seine Ausbildung von 1886 bis 1891 an der Kunstschule in Weimar unter anderem bei Leopold von Kalckreuth. Anschließend war er zunächst in Berlin tätig und verbrachte die Sommer in der Schweriner Heimat und in Schönberg in Mecklenburg bei seiner Schwester Doris (1864–1938), die dort eine private Mädchenschule leitete. Ab 1906 hatten die Geschwister ihren Wohnsitz in Schwerin. Latendorf fand die Motive seiner Genrebilder, Historien und Landschaften überwiegend im bäuerlichen Leben. Er fertigte daneben auch Porträts und Karikaturen. Auf der Kunstausstellung im Münchner Glaspalast von 1894 war er mit einer Sommerlandschaft vertreten. Das Staatliche Museum Schwerin besitzt mehrere seiner Werke.

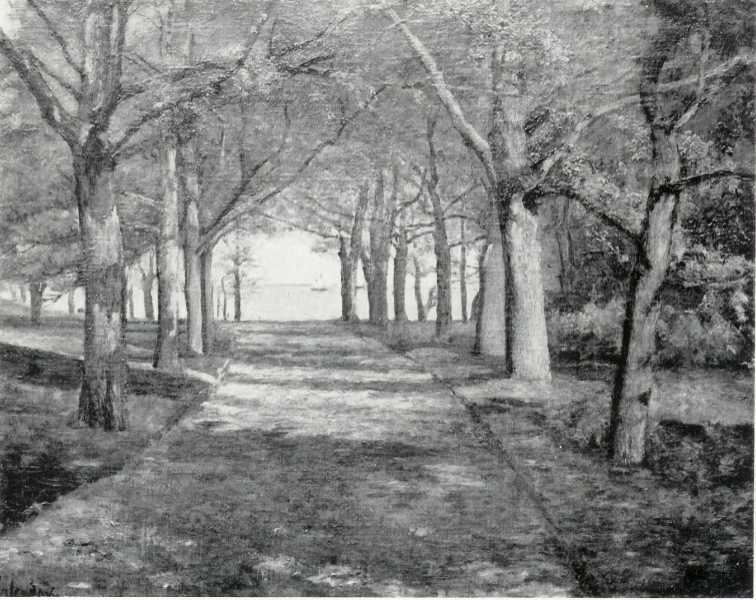
Parkweg am See

## Werke (Auswahl)
- Parkweg am See[6]
- Schweriner Fischmarkt
- Blick auf Dächer
- Bildnis eines Bauernmädchens mit Zopf, 1886
- Abschluss der Reversalen auf dem Judenberge bei Sternberg, 1892, für den Grafen Arthur von Bernstorff
- eine große dekorative Landschaft für Familie von Barner in Bülow